# Иван Симеонов (правист)
Иван Симеонов с прозвище „Рунтавият кмет“, получено заради буйните му коса и брада, е български правист, кмет на Враца в периода 1908 – 1913 г.
Иван Симеонов е роден през 1877 г. във възрожденско семейсто от град Елена. Негов племенник е писателят Емилиян Станев, син на една от четирите му сестри. Завършва гимназия в родния си град и веднага се записва да следва право в Лозана. Като студент там през 1903 г. е избран за председател на българското студентско дружество и на Македонския комитет. След плучаването на образование работи като нотариус, а по-късно и като адвокат в Елена. Когато се мести да живее във Враца, взима за жена местната красавица Мария Бърборска. За да спаси проекта по водоснабдяването на Враца дори продал бижутата и диамантите на съпругата си, подарени от него.
Във Враца лесно се налага като лидер на местната Демократическата организация. Под негово ръководство се създава и утвърждава и врачанската младежка демократическа организация на името на Михаил Такев. След избирането му за кмет на града през 1908 г. успява да спаси от закриване Девическата гимназия и Военния гарнизон. Ояе[ неясно? ] със стъпването си в длъжност започва да работи за превръщането на града в модерен, благоустроен и приветлив град с широки, павирани улици.
Иван Симеонов ангажира италиански хидрографи и така останал в историята като кмета, който е изградил първия воден цикъл на града. Те правят проучване на изворите в Бистрица, Пали Къртица, Крушовица и Монастирски дол и Симеонов върви редом с тях. Датата за започване на строителните работи по новия водопровод била определена на 1 април 1911 г. Енергичната му подкрепа и съдействие допринася и за редица инициативи в областта на електрифицирането на града, църковния живот, туризма, читалището и многобройните благотворителни дружества. Дълги години Иван Симеонов бил председател на дружество „Развитие“ и на училищното настоятелство, член е бил и на дружество „Юнак“, след което отново е избран за кмет през 1912 г.
По време на Балканските войни от 1912 – 1913 г. Иван Симеонов полагал грижи за войнишките семейства, за устройване на холерна болница в града и за настаняване в нея на пленените турски войници. През 1914 г. като избраник на Демократическата партия става депутат в XVII обикновено народно събрание. От 1922 г. е член на Централното бюро на партията, а впоследствие и председател на парламентарната група. Основател е на печатния ѝ орган вестник „Демократ“. Личен приятел е с Александър Малинов, Никола Мушанов, Александър Гергинов, Адам Нейчев и др. Като депутат Иван Симеонов преустановява окончателно адвокатската си дейност. През 1931 година е участвал в ХVII конференция на интерпарламентаристите, проведена в Букурещ.
На него известният врачански хуморист Червен Лиляк посвещава свое стихотворение. Иван Симеонов умира на 28 ноември 1932 г. в Банкя и е погребан според желанието си в храм „Свети Николай“ във Враца. На Иван Симеонов е връчен орден „За храброст“ за защитата на врачанското население при окупацията на града от румънските войски през 1913 г.